# Олуфс, Харк
Харк Олуфс (дат. Har(c)k Olufs; 17 или 19 июля 1708 — 13 октября 1754) — северофризский моряк из Датско-норвежской унии. Он был захвачен алжирскими пиратами и продан в рабство. Успешно работая в качестве раба-слуги у бея Константина, он в конечном итоге получил свободу из плена.

## Биография
Харк Олуфс родился 17 или 19 июля 1708 года в Зюддорфе-на-Амруме, который в то время принадлежал Дании. Его отцом был капитан Олуф Йенсен; его мать, Маррет Олуфс, урожденная Харкен, умерла после его рождения. В 1721 году Харк Олуфс стал матросом на «Хоффнунге», одном из кораблей своего отца.
В 1724 году его корабль был захвачен алжирскими каперами на пути из Нанта в Гамбург. Он, его двоюродный брат Харк Никельсен и еще один двоюродный брат были депортированы в Алжир вместе с командой. Семья не смогла собрать большую сумму, требуемую работорговцами для выкупа свободы Харка Олуфса. Поскольку судно ходило под гамбургским флагом, заем из рабского бюджета Датского королевства также был отклонен по просьбе семьи в Копенгагене. Когда его отец наконец собрал деньги, он использовал их, чтобы купить свободу другому человеку с таким же именем.
Затем Олуфса продали в рабство на невольничьем рынке в Алжире. С 1724 по 1727/28 год он был лакеем бея Константина. По приказу своего хозяина он убил множество людей и таким образом выжил сам. Харк Олуфс поднялся до должности Гаснадала (казначея). В 1728—1732 годах он был назначен командиром лейб-гвардии. В 1732 году он стал Ага эд-Дейрой (главнокомандующим) кавалерии. Он совершил паломничество в Мекку вместе со своим беем, что позволяет предположить, что он принял ислам.
В 1735 году он принял участие в завоевании Туниса алжирской армией. 31 октября 1735 года в знак благодарности он был освобожден и вернулся в Амрум в 1736 году уже состоятельным человеком, где женился и создал семью. Ему было трудно реинтегрироваться на родине. Больше он не выходил в море, но занимал различные должности на Амруме. В 1742 году он вероятно, был заказан датским королем Кристианом VI, которому он рассказал свою историю. В 1747 году он опубликовал автобиографию на датском языке, которая в 1751 году была переведена на немецкий язык. Харк Олуфс умер 13 октября 1754 года в Зюддорфе-на-Амруме. Его надгробие содержит краткую биографию и до сих пор стоит на кладбище церкви Святого Клеменса в Небеле-на-Амруме.

## Надгробие
Надгробие Харк Олуфса — так называемый говорящий камень — является одним из важнейших культурных памятников Амрума. Содержит длинную биографическую надпись. На лицевой стороне вверху на камне высечена корона, за ней справа колчан со стрелами, перекрещивающимися под ним, слева меч, под ним лук и труба. По верхнему краю расположен баннер с надписью: «Здесь покоится великий герой войны, мирно почивающий на Амрeме Кристенфельде». Ниже приводится его полная биография: «Покойный Харк Олуфс, родился там, на Амруме, в 1708 году 19 июля. Вскоре после этого, 24 марта 1724 года, он был захвачен в плен турецкими пиратами в Алжире. В этом плену он служил турецкому бею в Константине в качестве лакея в течение одиннадцати с четвертью лет, пока, наконец, 31 октября 1735 года этот бей, из доброты к нему, не даровал ему свободу, после чего он счастливо вернулся на родину в следующем году 25 апреля 1736 года и, таким образом, в 1737 году вступил в священный брак с Антье Харкен, которая теперь находится в печальном положении вдовства со своими пятью детьми. В этом браке у них родились один сын и четыре дочери. Поэтому все должны вместе с ней переживать смерть ее отца, поскольку он умер 13 октября 1754 года, а его жизнь закончилась в 46 лет и 13 недель». Текст на обороте гласит:
«Да дарует Бог телу радостное воскресение в последний день.

Из могилы я вспоминаю эти строки, сказанные моим близким на память:

Увы, увы: в юности

мне пришлось пойти грабить Алжир

и почти двенадцать лет терпеть рабство.

Но Бог освободил меня своей рукой.

Поэтому я снова говорю:

я знаю, Боже мой, что я должен теперь умереть.

Я хочу, но прошу об одном.

Не дай погибнуть моему народу.

Береги дом вдовы.

О Боже, раз уж я не могу волноваться,

позаботься о моей жене и детях».

## Легенда
После смерти Харка Олуфса возникла легенда о призраке , который бродил между кладбищем и своим домом. Удо Вайнбёрнер и Энн Кордаш написали исторические романы, основанные на приключениях Олуфса:
- Udo Weinbörner: Der General des Bey. Das abenteuerliche Leben des Amrumer Schiffsjungen Hark Olufs. Roman. Horlemann, Bad Honnef 2010, ISBN 978-3-89502-299-9.
- Anne Kordasch: Heimkehr in die Fremde. Das Leben des Hark Olufs. Historischer Jugendroman. BoD, Norderstedt 2010, ISBN 978-3-8391-8697-8.